# Hans Joachim Störig
Hans Joachim Störig (* 25. Juli 1915 in Quenstedt; † 10. September 2012 in München) war ein deutscher Sachbuchautor und Lexikograph.

## Leben
Hans Joachim Störig studierte Geschichte, Philosophie, Soziologie und Rechtswissenschaft in Freiburg im Breisgau, Köln, Königsberg, Basel, Hamburg und Berlin und wurde zum Dr. phil. und zum Dr. jur. promoviert. Eine akademische Karriere war ihm in der Zeit des Nationalsozialismus aus politischen Gründen verwehrt.
Nach 1945 war er als Verleger, Autor, Herausgeber und Übersetzer tätig. Er war 1956 bis 1963 Leiter des Cotta Verlages und dann bis 1983 des Verlages Lexikographisches Institut in München. Ab 1990 lehrte er als Honorarprofessor für „Deutsch als Fremdsprache“ an der Ludwig-Maximilians-Universität München.
Störig wurde unter anderem bekannt durch seine lexikographischen Werke, darunter Der große Störig. Knaurs großes Wörterbuch der deutschen Sprache.
Sein berühmtestes Buch wurde die zum ersten Mal 1950 erschienene Kleine Weltgeschichte der Philosophie, die im Laufe der Jahre eine Gesamtauflage von knapp 1 Million Exemplaren erreichte. Das Werk wurde mehrfach überarbeitet und erweitert (zuletzt 1999) und in sechs Sprachen übersetzt. Störig verstand es, die wichtigsten Ideen der Philosophie in einer klaren, allgemeinverständlichen Sprache darzustellen. Das lässt sich auch über Störigs zweites großes historisches Werk sagen, die Kleine Weltgeschichte der Wissenschaft, zuerst 1953 erschienen, in dem die kühne Aufgabe unternommen wird, die gesamte Wissenschaftsgeschichte von den Ägyptern bis hin zu Freud und Einstein auf etwa 800 Seiten darzulegen.
Ein drittes viel gelesenes Standardwerk gelang Störig mit Knaurs moderne Astronomie (1972), das zuletzt 1992 gründlich überarbeitet wurde. Störig, der ein passionierter Amateurastronom war, verstand es hier erneut, komplexe Zusammenhänge verständlich darzustellen.
Gleiches gilt für sein Werk Abenteuer Sprache – ein Streifzug durch die Sprachen der Erde (2. Aufl. 2002). Das Buch beschreibt die Entwicklungsgeschichte der Sprachen der Welt, die Besonderheiten und Gemeinsamkeiten von Sprachen, Schriften und deren Entzifferung, die Entwicklung und Ausbreitung von Sprachfamilien und Einzelsprachen, sowie die Entwicklung und Geschichte von Konstruierten Sprachen.
Störigs unter Pseudonym veröffentlichte Ratgeber Hohe Schule der Sekretärin und Die Axt im Haus waren ebenfalls sehr erfolgreiche Longseller.
Hans Joachim Störig lebte zuletzt in München.

## Veröffentlichungen (Auswahl)
Monographien
- Kleine Weltgeschichte der Philosophie. Kohlhammer, Stuttgart 1950; viele Neuauflagen.
- Kleine Weltgeschichte der Wissenschaft. Kohlhammer, Stuttgart 1954; viele Neuauflagen.
- Hohe Schule der Sekretärin. Bruckmann, München [1954] (mit Martha Maria Gehrke; unter dem Pseudonym Walter Joachim).
- Die Axt im Haus. Ein Handbuch für Geschickte und Ungeschickte. Bruckmann, München 1956 (unter dem Pseudonym Otto Werkmeister).
- Knaurs Buch der modernen Astronomie. Droemer Knaur, München 1972; ab 1978 Knaurs moderne Astronomie.
- Abenteuer Sprache. Ein Streifzug durch die Sprachen der Erde. Langenscheidt, Berlin 1987.
- Ein Stück Leben. Kriegsende in Südtirol. Erinnerungen eines Zeitzeugen. Athesia, Bozen 2006, ISBN 88-8266-400-7.
- Die Sprachen der Welt. Geschichte. Fakten. Geheimnisse. Anaconda, Köln 2009, ISBN 978-3-86647-826-8.
- Splitter. Umrisse einer Biografie. Buch & Media, München 2009, ISBN 978-3-86520-353-3 (Autobiographie).

Bearbeitungen
- Großes Donauland-Lexikon. Buchgemeinschaft Donauland, Wien 1966/1967 (4 Bände).
- Großes Lexikon der Büchergilde. Büchergilde Gutenberg, Frankfurt am Main 1966–1968 (4 Bände).
- Der Große Knaur. Mit 65 000 Stichwörtern. Droemer Knaur, München (4 Bände).

1. A – E, 1966.
2. F – K, 1967.
3. L – R, 1967.
4. S – Z, 1968.

Beiträge
- Ursula Hermann u. a.: Knaurs großes Wörterbuch der deutschen Sprache. Der große Störig. Droemer Knaur, München 1985, ISBN 3-426-26258-4 („Einführung und Hinweise für den Benutzer“ und „Regeln zur Rechtschreibung, Zeichensetzung und Grammatik“ entstanden in Zusammenarbeit von Ursula Hermann und Hans Joachim Störig).
- Franz Böhm, Anedore Leber: Doch das Zeugnis lebt fort. Der jüdische Beitrag zu unserem Leben. Frankfurt am Main 1965, S. 111–132 (Denker, Forscher, Erfinder).

Herausgeberschaft
- Mächtig ist das Wort (= Hoesch Aktiengesellschaft: Werk und wir, Jahresgabe 1963). Verlag Mensch und Arbeit, München 1962.
- Das Problem des Übersetzens (= Wege der Forschung. Band VIII). Wissenschaftliche Buchgesellschaft, Darmstadt 1963.